# 56-я авиационная дивизия
 56-я авиацио́нная диви́зия  (56-я ад) — авиационное воинское соединение истребительной авиации Вооружённых сил СССР в Великой Отечественной войне.

## Наименование дивизии
- 56-я авиационная дивизия
- 56-я истребительная авиационная дивизия
- 56-я смешанная авиационная дивизия
- 2-я резервная авиационная группа
- 278-я истребительная авиационная дивизия
- 278-я Сибирская истребительная авиационная дивизия
- 278-я Сибирско-Сталинская истребительная авиационная дивизия
- 278-я Сибирско-Сталинская Краснознамённая истребительная авиационная дивизия
- 278-я Сибирско-Сталинская Краснознамённая ордена Суворова II степени истребительная авиационная дивизия
- 263-я Мелитопольская Краснознамённая ордена Суворова II степени истребительная авиационная дивизия
- Полевая почта 21310

## Формирование дивизии
56-я авиационная дивизия начала формирование на основании Постановления СНК в июле 1940 года в составе Дальней авиации для осуществления функций прикрытия бомбардировщиков. В перечне дивизий, входивших в состав Действующей армии, дивизия именуется как 56-я авиационная дивизия.

## Расформирование дивизии
56-я авиационная дивизия 18 августа 1941 года была расформирована и обращена на формирование 2-й резервной авиационной группы.

## В действующей армии
В составе действующей армии:
- 22 июня 1941 года по 18 августа 1941 года

## Состав дивизии
| Части                                                                                | Период                  |
| ------------------------------------------------------------------------------------ | ----------------------- |
| 198-й истребительный авиационный полк                                                | 04.05.1941 — 01.09.1941 |
| 199-й истребительный авиационный полк                                                | 04.05.1941 — 01.09.1941 |
| 234-й истребительный авиационный полк (боевой работы не вёл за отсутствием матчасти) | 15.05.1941 — 20.08.1941 |

## В составе соединений и объединений
| Дата          | Фронт (округ)               | Армия                                         | Корпус                                                  | Примечания |
| ------------- | --------------------------- | --------------------------------------------- | ------------------------------------------------------- | ---------- |
| 25.07.1940 г. | Ленинградский военный округ | авиация Резерва Верховного Главнокомандования | 1-й авиационный корпус дальней бомбардировочной авиации | -          |
| 22.06.1941 г. | Ленинградский военный округ | авиация Резерва Верховного Главнокомандования | 1-й авиационный корпус дальней бомбардировочной авиации | -          |
| 18.08.1941 г. | Московский фронт ПВО        | Ярославско-Рыбинский район ПВО                | -                                                       | -          |

## Командиры дивизии
| Звание    | Имя                     | Период                  | Примечание |
| --------- | ----------------------- | ----------------------- | ---------- |
| Полковник | Дементьев Фёдор Никитич | 27.03.1941 — 18.08.1941 |            |

## Участие в операциях и битвах
- Приграничные сражения с 22 июня 1941 года по 29 июня 1941 года
- Удары по уничтожению танковых колонн 56-го и 41-го механизированных корпусов немецкой армии с 25 июня 1941 года по 6 июля 1941 года
- Смоленское сражение с 10 июля 1941 года по 7 августа 1941 года
- Поддержка контрудара 11-й армии в районе города Сольцы с 14 июля 1941 года по 18 июля 1941 года
- Поддержка контрударов Западного Фронта с 26 июля 1941 года по 28 июля 1941 года

| И-15 бис | И-153 | И-16 |

## Базирование дивизии
Аэродромы базирования:
- 198-й истребительный авиационный полк[3] — г. Великие Луки
- 199-й истребительный авиационный полк[3] — г. Великие Луки
- 234-й истребительный авиационный полк[3] — Медведь

С июля 1941 года дивизия перебазировалась в г. Ярославль.

## Статистика боевых действий
- 198-й истребительный авиационный полк[3]: боевых действий не вёл
- 199-й истребительный авиационный полк[3]: боевых вылетов — 781, сбито самолётов противника — 3, свои потери (боевые, на земле): личный состав — 3, самолётов — 3
- 234-й истребительный авиационный полк[3]: боевых действий не вёл